# Tanabata
Tanabata (七夕 Tanabata) o Festivitat de les estrelles és una festa japonesa derivada de la tradició xinesa Qixi (七夕 "La nit dels set")．
La festa celebra la trobada entre Orihime (Vega) i Hikoboshi (Altair). La història relata que la Via Làctia, un riu fet d'estrelles que creua el cel, separa els amants Orihime i Hikoboshi, que només es poden veure un cop a l'any: el setè dia del setè mes lunar del calendari lunisolar. Com que els estels només els podem veure de nit, el Tanabata sol ser una celebració nocturna.

## Història
La festa es va originar a partir del Festival per a la súplica d'habilitats, nom alternatiu del Qi xi, que se celebrava a la Xina i que va ser adoptat per Japó, durant l'era Heian al palau imperial de Kyoto. El festival es va estendre a la resta de població a principis de l'era Edo el dia 15 del setè mes. Així es va originar el festival de Tanabata modern.
Durant l'era Edo, les noies demanaven tenir millors habilitats en la costura i l'artesania i els nois demanaven tenir millor cal·ligrafia, a força d'escriure desitjos en fulls de paper. En aquesta mateixa època, el costum era usar la rosada de la matinada, que es quedava a les fulles de la planta Taro, per crear la tinta usada per escriure aquests desitjos.
El nom "Tanabata" es basa remotament en la lectura japonesa dels caràcters xinesos 七夕, que solien llegir com Shichiseki. Es creu que existia per la mateixa època una celebració de purificació shinto, en la qual un miko teixia un tros de tela especial anomenat Tanabata (棚 機 (た な ば た) I l'oferia als Déus per demanar protecció per als camps d'arròs contra les pluges i les tempestes i per a una bona collita a la tardor. Gradualment, aquesta cerimònia es va barrejar amb el festival i es va convertir en Tanabata (七夕 Tanabata). És curiós que els caràcters xinesos 七夕 i la lectura "Tanabata" per als mateixos caràcters en japonès s'unissin per significar el mateix festival, encara que originalment representaven dues coses diferents.

## Llegenda dels enamorats
Igual que Qi xi, Tanabata s'inspira en el famós conte asiàtic de la princesa i el pastor.
Orihime (織 姫, la Princesa Teixidora) era la filla de Tentei (天帝, el Rei Celestial). Orihime teixia teles esplèndides a la vora del riu Amanogawa (天 の 川, la Via Làctia). Al seu pare li encantaven les seves teles i ella treballava durament dia rere dia per tenir-les llestes, però tanta feina impedia a la princesa conèixer ningú de qui enamorar-se, la qual cosa l'entristia enormement. Preocupat per la seva filla, el pare va concertar una trobada entre ella i Hikoboshi (彦 星, també conegut com a Kengyuu, 牽 牛), un pastor que vivia a l'altra banda del riu Amanogawa. Quan els dos es van conèixer es van enamorar a l'instant i, poc després, es van casar. No obstant això, un cop casats Orihime va començar a descuidar les seves tasques i va deixar de teixir per al seu pare, alhora que Hikoboshi feia cada vegada menys atenció al seu bestiar, que va acabar escampat pel Cel. Furiós, el Rei Celestial va separar els amants un a cada costat del Amanogawa i els prohibí que es veiessin. Orihime, desesperada per la pèrdua del seu marit, va demanar al seu pare poder veure'l un cop més. El seu pare, commogut per les seves llàgrimes, va accedir que els amants es veiessin el setè dia del setè mes, amb la condició que Orihime hagués acabat el seu treball. No obstant això, la primera vegada que es van intentar veure es van adonar que no podien travessar el riu, atès que no hi havia cap pont. Orihime va plorar tant que un esbart de garses s'hi acostaren i li proposaren de fer un pont amb les seves ales perquè poguessin travessar el riu. Tots dos amants es van reunir finalment i les garses van prometre que tornarien cada any sempre que no plogués. Quan es dona aquesta circumstància, els amants han d'esperar per reunir-se fins a l'any següent.

## Costums japoneses
Avui en dia al Japó la gent sol celebrar aquest dia escrivint desitjos, algunes vegades en forma de poemes en petites tires de paper o tanzaku (短 冊), i penjant-los de les branques d'arbres de bambú, de vegades afegint altres decoracions. El bambú i les decoracions sovint es deixen surar sobre un riu o es cremen després del festival, cap a la mitjanit o l'endemà. Aquest costum s'assembla al costum dels vaixells de paper i espelmes del Bon Odori. No obstant això, moltes zones del Japó tenen els seus propis costums per a aquest dia, la majoria lligades al Bon Odori.

## Festivals de Tanabata pel territori nipó
Se celebren grans festivals de Tanabata en molts llocs del Japó, principalment en centres comercials i carrers que es decoren amb grans i acolorides banderoles. El més famós se celebra a Sendai des del 5 d'agost fins al 8 d'agost. A la regió de Kanto, el festival se celebra a Hiratsuka, Kanagawa, durant uns quants dies al voltant del 7 de juliol.
Tot i que els festivals varien de regió en regió, la majoria inclouen competicions de decoracions de Tanabata. Altres inclouen cavalcades i concursos de Miss Tanabata. Com en molts altres festivals japonesos, els carrers se solen omplir de paradetes ambulants de menjar, jocs i moltes més activitats.

### Festival de Tanabata a Sendai
El festival de Tanabata de Sendai (仙台 七夕 ま つ り Sendai Tanabata Matsuri?) va començar poc després que la ciutat fos fundada, a principis del període Edo. El festival de Tanabata es va desenvolupar i es va engrandir gradualment durant els següents anys. Tot i que la popularitat del festival va començar a disminuir després de la Restauració Meiji i gairebé va desaparèixer durant la depressió econòmica que la nació va patir després de la Primera Guerra Mundial, voluntaris a Sendai van revifar el festival el 1928 i van establir la tradició de celebrar-lo des del 6 fins al 8 d'agost.
Durant la Segona Guerra Mundial va ser impossible celebrar el festival i gairebé no es va veure cap decoració a la ciutat des de 1943 fins a 1945, però després de la guerra, el primer gran festival de Tanabata a Sendai celebrat al 1946 i es van presentar 52 decoracions. Conseqüentment, el festival es va transformar en un dels tres grans de l'estiu a la regió de Tōhoku i també en una gran atracció turística. Ara el festival inclou un espectacle de focs artificials que se celebra el 5 d'agost.

## Curiositats
També se celebra un festival de Tanabata a São Paulo, Brasil, durant el primer cap de setmana de juliol.